# Drużynowe mistrzostwa Czechosłowacji na żużlu
Drużynowe Mistrzostwa Czechosłowacji w sporcie żużlowym - coroczny cykl zawodów mający wyłonić najlepszą drużynę klubową w Czechosłowacji.

## Medaliści
Lista klubów, które stawały na podium w Drużynowych Mistrzostwach Czechosłowacji na przestrzeni lat 1956–1992:
| Sezon                              | 1. miejsce                   | 2. miejsce              | 3. miejsce                   |
| ---------------------------------- | ---------------------------- | ----------------------- | ---------------------------- |
| 1956                               | Rudá Hvězda Praga            | KAMK Praga (miasto)     | KAMK Pilzno                  |
| 1957                               | Rudá Hvězda Praga            | KAMK Pardubice          | KAMK Praga (miasto)          |
| 1958                               | Rudá Hvězda Praga            | KAMK Pilzno             | KAMK Ostrawa                 |
| 1959                               | Rudá Hvězda Praga            | KAMK Praga (miasto)     | KAMK Czeskie Budziejowice    |
| 1960                               | Rudá Hvězda Praga            | KAMK Praga (miasto)     | KAMK Pilzno                  |
| 1961                               | Rudá Hvězda Praga            | Severočeský KV Svazarmu | Východočeský KV Svazarmu     |
| 1962                               | Rudá Hvězda Praga            | MV Svazarmu Praga       | Východočeský KV Svazarmu     |
| W latach 1963–1966 nie rozgrywano. |                              |                         |                              |
| 1967                               | Victoria Speedway Club Praga | Rudá Hvězda Praga       | -                            |
| 1968                               | Rudá Hvězda Praga            | AMK Uście nad Łabą      | Victoria Speedway Club Praga |
| 1969                               | Bateria Slaný                | Rudá Hvězda Praga       | AMK Uście nad Łabą           |
| 1970                               | Rudá Hvězda Praga            | Bateria Slaný           | Tatra Kopřivnice             |
| 1971                               | Rudá Hvězda Praga            | Bateria Slaný           | AMK Uście nad Łabą           |
| 1972                               | Rudá Hvězda Praga            | Bateria Slaný           | Zlatá Přilba Pardubice       |
| 1973                               | Rudá Hvězda Praga            | Bateria Slaný           | Zlatá Přilba Pardubice       |
| 1974                               | Rudá Hvězda Praga            | ČSAD Pilzno             | Bateria Slaný                |
| 1975                               | Rudá Hvězda Praga            | Bateria Slaný           | Zlatá Přilba Pardubice       |
| 1976                               | Rudá Hvězda Praga            | Bateria Slaný           | ČSAD Pilzno                  |
| 1977                               | Rudá Hvězda Praga            | Bateria Slaný           | Zlatá Přilba Pardubice       |
| 1978                               | Zlatá Přilba Pardubice       | Rudá Hvězda Praga       | Bateria Slaný                |
| 1979                               | Rudá Hvězda Praga            | Zlatá Přilba Pardubice  | Bateria Slaný                |
| 1980                               | Rudá Hvězda Praga            | Zlatá Přilba Pardubice  | ČSAD Pilzno                  |
| 1981                               | Rudá Hvězda Praga            | Zlatá Přilba Pardubice  | Bateria Slaný                |
| 1982                               | Zlatá Přilba Pardubice       | Rudá Hvězda Praga       | Bateria Slaný                |
| 1983                               | Rudá Hvězda Praga            | SVS Pardubice           | Bateria Slany                |
| 1984                               | SVS Pardubice                | Rudá Hvězda Praga       | ČSAD Pilzno                  |
| 1985                               | Rudá Hvězda Praga            | SVS Pardubice           | ČSAD Pilzno                  |
| 1986                               | Rudá Hvězda Praga            | SVS Pardubice           | Výstavba Dolu Slaný          |
| 1987                               | Rudá Hvězda Praga A          | SVS Pardubice           | Rudá Hvězda Praga B          |
| 1988                               | Rudá Hvězda Praga B          | Rudá Hvězda Praga A     | SVS Pardubice                |
| 1989                               | SVS Pardubice                | Rudá Hvězda Praga B     | Rudá Hvězda Praga A          |
| 1990                               | Olymp Praga A                | SVS Pardubice           | Olymp Praga B                |
| 1991                               | Olymp Praga                  | Zlatá Přilba Pardubice  | AK Chabařovice               |
| 1992                               | Olymp Praga                  | Zlatá Přilba Pardubice  | AK Slaný                     |